# Michaił Ałłachwierdow
Michaił Andriejewicz Ałłachwierdow (ros. Михаил Андреевич Аллахвердов, ur. 14 listopada 1900 w Şuşy, zm. 9 października 1968 w Moskwie) – Ormianin, funkcjonariusz radzieckich służb specjalnych, generał major.

## Życiorys
W 1918 skończył 5 klas gimnazjum w Andiżanie, od sierpnia 1918 żołnierz Armii Czerwonej, pisarz 3 Turkiestańskiego Pułku Piechoty, brał udział w walkach z basmaczami. Od maja 1919 na kursach pedagogicznych w Taszkencie, od lipca 1919 nauczyciel gimnastyki w ormiańskiej szkole w Andiżanie, od października 1919 funkcjonariusz Czeki, sekretarz wojskowego komisariatu oddziału specjalnego przeznaczenia przy Wydziale Specjalnym Andiżańskiej Czeki, od maja 1920 pracownik Wydziałów Specjalnych Czeki/GPU w Osz, od października 1920 w Ferganie, od stycznia 1921 ponownie w Osz, od sierpnia 1922 w Chorogu, od listopada 1922 funkcjonariusz Pełnomocnego Przedstawicielstwa GPU Środkowej Azji. W 1920 został członkiem RKP(b). Od września 1923 pracował w Wydziale Wschodnim OGPU przy Radzie Komisarzy Ludowych ZSRR, 1925 skończył zaocznie wydział Wojskowej Akademii Armii Czerwonej, następnie był rezydentem radzieckich służb specjalnych za granicą - od listopada 1925 przebywał w Persji, gdzie 1928-1930 był rezydentem OGPU (oficjalnie jako sekretarz konsulatu ZSRR w Kermanszachu), 1930-1932 pracował w centrali OGPU jako pełnomocnik Oddziału 3 i Oddziału 4 Wydziału Specjalnego OGPU ZSRR, od września 1933 do kwietnia 1934 nielegalny rezydent OGPU w Zachodniej Europie - w Austrii, Szwajcarii i Francji, od lipca 1934 do października 1937 rezydent NKWD w Kabulu (od 20 grudnia 1936 kapitan bezpieczeństwa państwowego), a od listopada 1937 do grudnia 1938 w Turcji. Od 1 czerwca 1939 pracował w centralnym aparacie NKWD ZSRR - starszy pełnomocnik Oddziału 19 Wydziału 5 (Zagranicznego) Głównego Zarządu Bezpieczeństwa Państwowego, od 2 sierpnia 1939 starszy pełnomocnik Biura Specjalnego przy Ludowym Komisarzu Spraw Wewnętrznych ZSRR, od 26 grudnia 1940 do 27 marca 1941 zastępca szefa Oddziału 2 tego biura, od 25 czerwca do 21 lipca 1941 szef Oddziału 1 Wydziału 7 i równocześnie zastępca szefa Wydziału 6 (Bliski i Środkowy Wschód) Zarządu 1 (Wywiadowczego) NKGB ZSRR. Od lipca 1941 do czerwca 1944 rezydent NKWD/NKGB w Kabulu, od 1 lipca 1944 do 25 czerwca 1947 szef Wydziału 8 Zarządu 1 NKGB ZSRR/Wydziału „1-W” Pierwszego Głównego Zarządu MGB ZSRR, 25 kwietnia 1945 awansowany na komisarza bezpieczeństwa państwowego, a 9 lipca 1945 mianowany generałem majorem; 1945 wyjeżdżał służbowo do Szwajcarii i Francji w celu wykonywania zadań specjalnych. Od listopada 1947 do listopada 1951 zastępca naczelnika Wyższej Szkoły Wywiadowczej Komitetu Informacji przy Ministerstwie Spraw Zagranicznych ZSRR ds. szkoleniowych i edukacyjnych (od stycznia 1949 do lutego 1950 p.o. naczelnika tej szkoły), od grudnia 1951 do marca 1953 zastępca naczelnika Szkoły nr 101 MGB ZSRR ds. szkoleniowych i naukowych, od marca 1954 do marca 1954 zastępca naczelnika Szkoły nr 101 MWD ZSRR ds. szkoleniowych i edukacyjnych, od marca 1954 do 6 kwietnia 1955 zastępca naczelnika Szkoły nr 101 KGB ZSRR ds. szkoleniowych i edukacyjnych, następnie zwolniony ze służby i odesłany na emeryturę. Pochowany na Cmentarzu Nowodziewiczym w Moskwie.

## Odznaczenia
- Order Lenina (21 lutego 1945)
- Order Czerwonego Sztandaru (dwukrotnie - 3 listopada 1944 i 20 lipca 1949)
- Order Wojny Ojczyźnianej I klasy (5 listopada 1944)
- Order „Znak Honoru” (20 września 1943)
- Odznaka „Zasłużony Funkcjonariusz NKWD” (19 grudnia 1942)

i 3 medale.